# اچ‌اس‌دابلیوام‌اس توردون
اچ‌اس‌دابلیوام‌اس توردون (به انگلیسی: HSwMS Thordön) یک کشتی بود که طول آن ۶۰٫۸۸ متر (۱۹۹ فوت ۹ اینچ) بود. این کشتی در سال ۱۸۶۵ ساخته شد.